# Käärijä
Јере Пејхенен (фин. Jere Pöyhönen; Хелсинки, 21. октобар 1993), професионално познат као Керије (фин. Käärijä), фински је репер, певач и текстописац. Године 2020. објавио је свој деби албум Fantastista. Он је представљао Финску на Песми Евровизије 2023. са песмом  и заузео друго место у финалу.

## Биографија
Пејхенен је одрастао у насељу Рускеасанта у Ванти у Ширем Хелсинкију. Своју страст за музиком открио је док је учио да свира бубњеве, а музику је почео да прави 2014. Његово уметничко име потиче из шале са пријатељима о коцкању, што је често тема у његовој музици.
Пејхенен је самостално издавао своју музику до 2017. године, када је потписао уговор са издавачком кућом Monsp Records. Након тога је објавио двоструки сингл Koppi tules/Nou roblem. Следеће године објавио је ЕП под називом Peliä. Године 2020, његов деби албум Fantastista објављен.
Дана 11. јануара 2023, Пејхенен је најављен као један од седам учесника Uuden Musiikin Kilpailu 2023, финскog националнoг финала за Песму Евровизије 2023. Његова песма ''Cha Cha Cha'' је написан у сарадњи са Алексијем Нурмијем и Јоханесом Наукариненом, а објављен је 18. јануара 2023. На такмичењу је завршио на првом месту са укупно 539 поена (467 поена телегласањем и 72 бода жирија), чиме је постао фински представник на Песми Евровизије 2023.

## Дискографија

### ЕП
- 2018 – Peliä

### Студијски албуми
| Наслов      | Детаљи                                 | Највиша позиција на топ-листи |
| Наслов      | Детаљи                                 | ФИН                           |
| ----------- | -------------------------------------- | ----------------------------- |
| Fantastista | - Објављен: 2020. - Продукцијска кућа: | 50                            |

### Синглови
| Наслов                        | Година | Највиша позиција на топ-листи | Албум               |
| Наслов                        | Година | ФИН                           | Албум               |
| ----------------------------- | ------ | ----------------------------- | ------------------- |
| Heila (са Урхом Гетоненом)    | 2016.  | —                             | синглови без албума |
| Urheilujätkä (са Јескиедесом) | 2016.  | —                             | синглови без албума |
| Puun takaa                    | 2016.  | —                             | синглови без албума |
| Tuuliviiri                    | 2017.  | —                             | синглови без албума |
| Ajoa                          | 2017.  | —                             | синглови без албума |
| Koppi tules / Nou roblem      | 2017.  | —                             | синглови без албума |
| Klo23                         | 2018.  | —                             | Peliä (ЕП)          |
| Puuta heinää                  | 2018.  | —                             | Peliä (ЕП)          |
| Viulunkieli                   | 2018.  | —                             | Fantastista         |
| Rock rock                     | 2019.  | —                             | Fantastista         |
| Hirttää kiinni                | 2019.  | —                             | Fantastista         |
| Mic mac                       | 2019.  | —                             | Fantastista         |
| Paidaton riehuja              | 2020.  | —                             | синглови без албума |
| Menestynyt yksilö             | 2021.  | —                             | синглови без албума |
| Siitä viis                    | 2021.  | —                             | синглови без албума |
| Välikuolema                   | 2022.  | —                             | синглови без албума |
| Cha Cha Cha                   | 2023.  | 1                             | синглови без албума |